# 沙恩·布兰德
沙恩·布兰德（英語：Shane Brand，1973年8月5日—），澳大利亚男子轮椅橄榄球运动员。他曾代表澳大利亚参加2008年夏季残疾人奥林匹克运动会轮椅橄榄球比赛，获得一枚银牌。